# Dead Combo & Royal Orquestra das Caveiras
Dead Combo & Royal Orquestra das Caveiras é um DVD de um concerto dado pela banda portuguesa Dead Combo juntamente com a Royal Orquestra das Caveiras, gravado no Jardim de Inverno do Teatro Municipal São Luiz, Lisboa, em 2009. A edição do álbum foi associada ao jornal português Público.

## Faixas
1. Despedida (Até Sempre)
2. Sopa De Cavalo Cansado
3. Rodada
4. Cuba 1970
5. Malibu Fair
6. Rak Song
7. Radiot
8. Nat
9. Desert Diamonds / Enraptured With Lust
10. Putos A Roubar Maçãs
11. Lisbon/Berlin Flight (TP1001)
12. Cacto
13. Canção Do Trabalho D.C.
14. Manobras De Maio 06
15. Lusitânia Playboys

## Créditos

### Dead Combo
- Tó Trips - (Guitarras),
- Pedro V. Gonçalves - (Contrabaixo, Kazoo, Melódica e Guitarras),

### Royal Orquestra das Caveiras
- Ana Araújo (piano)
- Alexandre Frazão (bateria)

João Cabrita
(saxofones)
- João Marques (trompete e feliscórnio)
- Jorge Ribeiro (trombone)